# Sibynophis subpunctatus
Sibynophis subpunctatus là một loài rắn trong họ Rắn nước. Loài này được Duméril & Bibron mô tả khoa học đầu tiên năm 1854.